# Eurosatory

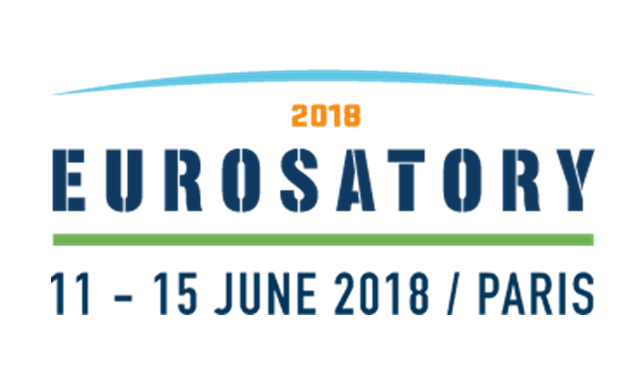
Eurosatory 2018

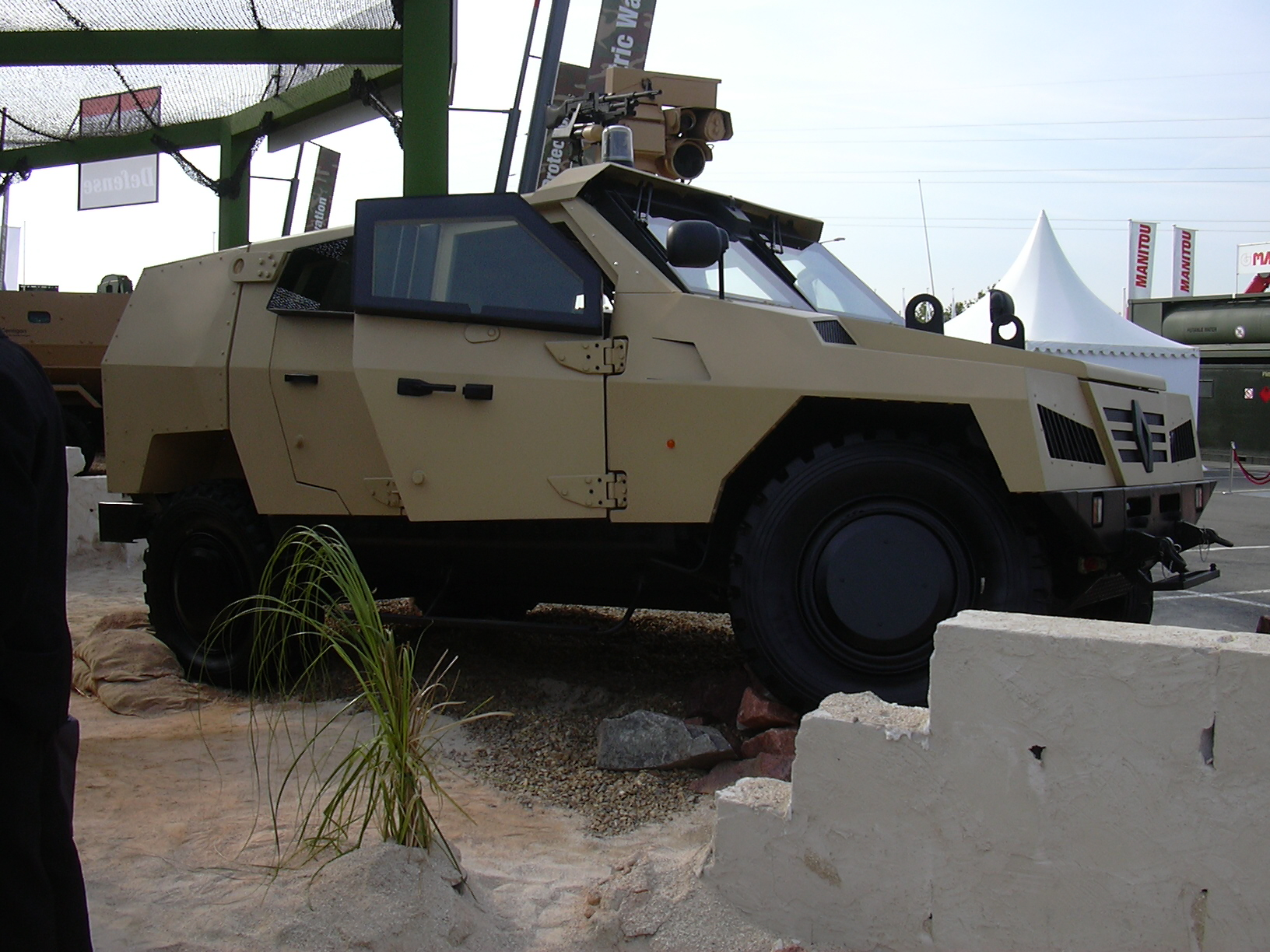
Renault Sherpa HI

Eurosatory (od roku 2000 též Salon international de la défense terrestre et aéroterrestre, tj. Mezinárodní salon pozemní a vzdušné obrany) je mezinárodní veletrh v Paříži, který je zaměřen na oblast pozemní a letecké obrany a bezpečnosti. Koná se každé dva roky.

## Historie
První výstava se konala v roce 1967 ve vojenském táboře Satory, který se nachází u Versailles. Během ročníku 1992 se veletrh zaměřil i na další evropské země a výstava byla přesunuta na výstaviště v Le Bourget. V roce 1994 zde poprvé vystavovaly Spojené státy a také mnoho států NATO. V roce 1996 se veletrhu zúčastnili i zástupci zbrojařského průmyslu z Ruska. V roce 2000 se začal používat název Salon international de la défense terrestre et aéroterrestre. Od roku 2002 se výstava koná na výstavišti Paris-Nord ve městě Villepinte. Nejvyšší návštěvnost zaznamenal salon v roce 2008, kdy zde bylo 117 zemí, 117 000 návštěvníků a 1210 vystavovatelů, výstavní plocha činila 125 000 m2. Ročník 2010 byl zaměřen na polní lékařství, bezpilotní letouny a pozemní roboty.

## Charakteristika
Jedná se o výstavu výrobků z oblasti obrany a bezpečnosti. To zahrnuje širokou škálu vozidel (tanky, transportéry), lehkých zbraní (pistole, střelivo, nože), dále komunikační systémy, uniformy, logistické služby, ale i polní nemocnice, prostředky na odstraňování katastrof apod. Salon je největší svého druhu na světě. Pro běžnou veřejnost je uzavřen, přístup mají vedle odborníků pouze pozvané osoby, zástupci institucí a vládní úředníci. Vstup osobám mladším 16 let je zakázán úplně.

## Protesty
Během veletrhu se konají před vstupem demonstrace pacifistů proti obchodování se zbraněmi a oficiální účasti politiků na salonu.